# Pseudocrinites
Pseudocrinites is een geslacht van uitgestorven stekelhuidigen uit het Laat-Siluur tot het Vroeg-Devoon.

## Beschrijving
Deze cystoïde had een sterk afgeplatte en in zijaanzicht ronde kelk, die was samengesteld uit meerdere grote platen en één of twee grote, ruitvormige ademopeningen. Twee smalle, langs de buitenrand lopende ambulacra (deel van het skelet, waarin de voetjes van het watervaatstelsel zijn gelegen) bevatten korte, stevige brachiolen (op een arm gelijkend aanhangsel). Aan het uiteinde van de korte, spits toelopende steel bevond zich een knotsvormige hechtwortel. De normale kelkdiameter bedroeg ongeveer 2,5 centimeter.

## Leefwijze
Dit geslacht bewoonde de zeebodem, waar het zat vastgehecht op een schelp of steen. Voedsel verkreeg het door middel van filtering.